# Koders
Koders – wyszukiwarka kodu źródłowego oprogramowania Open Source, działająca pod nazwą Koders w latach 2000—2012, później wchłonięta przez projekt Ohloh Code. Wyszukiwarka w założeniu miała pomagać programistom w znalezieniu gotowych fragmentów kodu, które mogli zastosować w tworzonym przez siebie oprogramowaniu. Projekt umożliwiło twórcom oprogramowania łatwe wyszukiwanie i przeglądanie kodu źródłowego; wyszukiwanie jako podstawowy parametr przyjmowała słowa kluczowe, których poszukiwano w kodzie, ale dodatkowo można było wybrać język programowania (43) oraz licencje (ok. 20), na bazie których udostępniany jest poszukiwany kod. Wyszukiwarka integrowała informacje zawarte w setkach repozytoriów kodu, zawierających dziesiątki tysięcy projektów informatycznych. Na początku 2005 obejmowała ok. 125 mln wierszy kodów źródłowych a 9 września 2009 roku Koders ogłosił, że ich wyszukiwarka obejmuje 2,4 miliarda linii kodu; co stanowi wzrost o 210% od kwietnia 2008 r. 
28 kwietnia 2008 roku ogłoszono, że Black Duck Software przejmie zasoby i technologie Koder, chociaż strona internetowa Koders pozostanie darmowym zasobem. W dniu 19 maja 2009 r. firma Black Duck Software ogłosiła, że projekty z witryny hostingowej projektów open source Microsoft CodePlex będą teraz automatycznie wprowadzane do repozytorium bazy wiedzy Black Duck o otwartym kodzie źródłowym. Projekty od tego czasu można był również przeszukiwać za pomocą Koders.com Black Duck. 25 października 2012 roku Black Duck Software ogłosiło fuzję Koders z Ohloh Code. 

## Wtyczki
Oprócz wyszukiwarki internetowej firma Koders udostępniła wtyczkę do IDE Eclipse oraz dodatek do programu Microsoft Visual Studio. Wtyczka została również dołączona do Code::Blocks.